# Shelby (Iowa)
Shelby ist eine Stadt (mit dem Status „City“) im Shelby County und im Pottawattamie County im US-amerikanischen Bundesstaat Iowa. Das U.S. Census Bureau hat bei der Volkszählung 2020 eine Einwohnerzahl von 727 ermittelt.

## Geografie
Shelby liegt im Westen Iowas am Silver Creek, der über den Nishnabotna River und den Missouri zum Stromgebiet des Mississippi gehört.
Die geografischen Koordinaten von Shelby sind 41°30′58″ nördlicher Breite und 95°27′01″ westlicher Länge. Das Stadtgebiet erstreckt sich über eine Fläche von 4,51 km² und verteilt sich über die Shelby Township des Shelby County und die Pleasant Township des Pottawattamie County.
Nachbarorte von Shelby sind Tennant (9,4 km nördlich), Corley (20,9 km nordöstlich), Walnut (23,3 km östlich), Avoca (13,9 km ostsüdöstlich), Hancock (21,4 km südöstlich), Minden (12,5 km südwestlich) und Persia (17,1 km nordwestlich).
Die nächstgelegenen größeren Städte sind Sioux City (163 km nordwestlich), Iowas Hauptstadt Des Moines (159 km östlich), Nebraskas größte Stadt Omaha (67,6 km südwestlich) und Nebraskas Hauptstadt Lincoln (147 km in der gleichen Richtung).

## Verkehr
Entlang der Südgrenze des Stadtgebiets von Shelby verläuft in Ost-West-Richtung der Interstate Highway 80, der hier die kürzeste Verbindung von Des Moines nach Omaha bildet. Alle weiteren Straßen sind untergeordnete Landstraßen, teils unbefestigte Fahrwege sowie innerörtliche Verbindungsstraßen.
Durch Shelby verläuft in Nord-Süd-Richtung auf der Trasse einer früheren Eisenbahnstrecke der damaligen Chicago, Rock Island and Pacific Railroad mit dem Rock Island Old Stone Arch Nature Trail ein Rail Trail für Wanderer und Radfahrer.
Mit dem Harlan Municipal Airport befindet sich 17 km nordöstlich ein kleiner Flugplatz für die Allgemeine Luftfahrt. Die nächsten Verkehrsflughäfen sind das Eppley Airfield in Omaha (69 km südwestlich) und der Des Moines International Airport (165 km östlich).

## Geschichte
Shelby wurde 1870 mit dem Bau einer Eisenbahnlinie der Rock Island Railroad angelegt. Die Stadt wurde wie das gleichnamige County nach Isaac Shelby (1750–1826) benannt, einem General und ersten Gouverneur von Kentucky. Im Jahr 1877 wurde Shelby als selbstständige Kommune inkorporiert.

## Bevölkerung
Nach der Volkszählung im Jahr 2010 lebten in Shelby 641 Menschen in 263 Haushalten. Die Bevölkerungsdichte betrug 142,1 Einwohner pro Quadratkilometer. In den 263 Haushalten lebten statistisch je 2,38 Personen.
Ethnisch betrachtet bestand die Bevölkerung zu 98,6 Prozent aus Weißen. Unabhängig von der ethnischen Zugehörigkeit waren 0,9 Prozent der Bevölkerung spanischer oder lateinamerikanischer Abstammung.
22,6 Prozent der Bevölkerung waren unter 18 Jahre alt, 62,4 Prozent waren zwischen 18 und 64 und 15 Prozent waren 65 Jahre oder älter. 52 Prozent der Bevölkerung waren weiblich.
Das mittlere jährliche Einkommen eines Haushalts lag bei 38.194 USD. Das Pro-Kopf-Einkommen betrug 38.194 USD. 22,8 Prozent der Einwohner lebten unterhalb der Armutsgrenze.